# Polystichum haleakalense
Polystichum haleakalense là một loài dương xỉ trong họ Dryopteridaceae. Loài này được Brack. mô tả khoa học đầu tiên.

## Hình ảnh

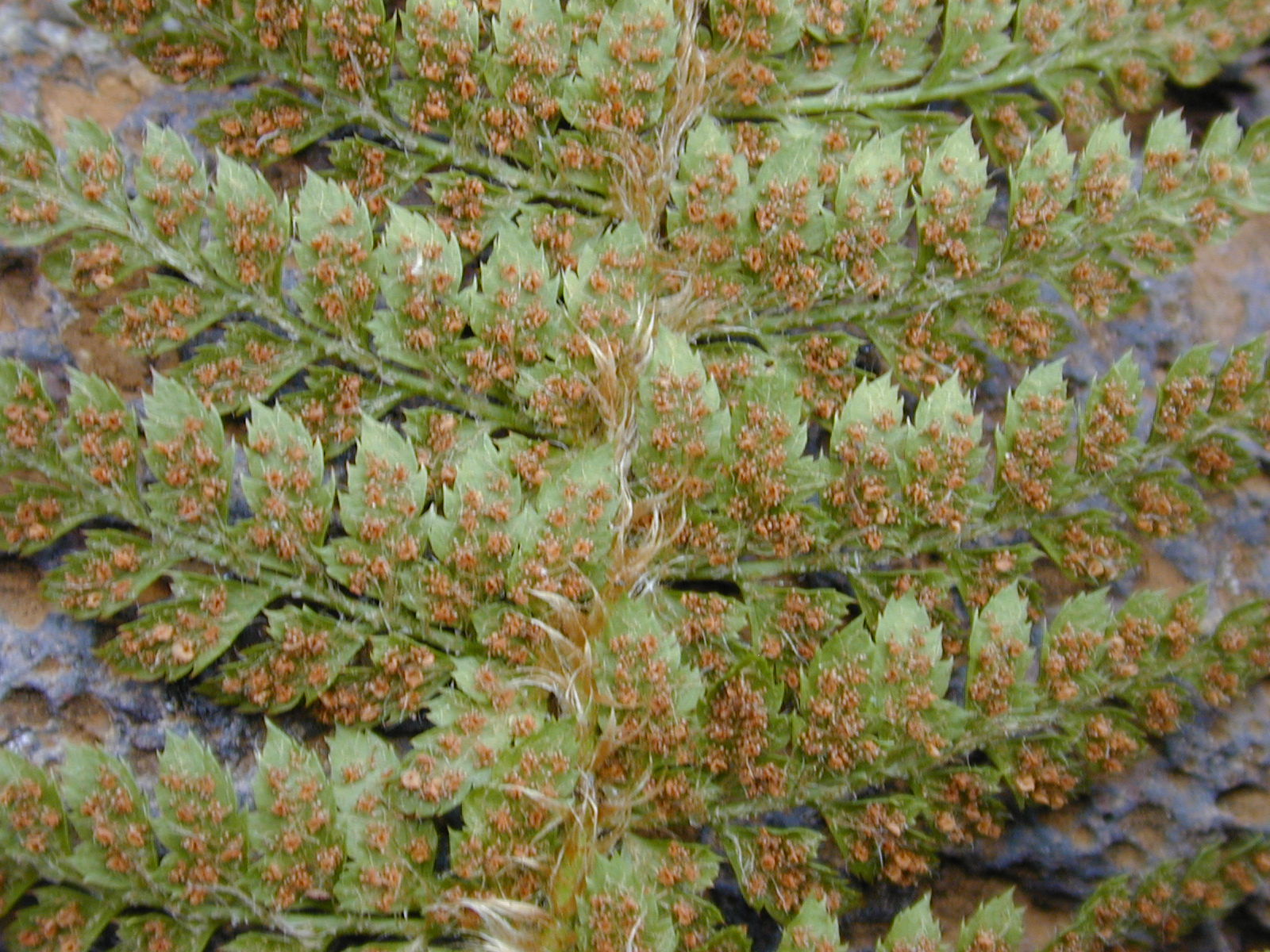
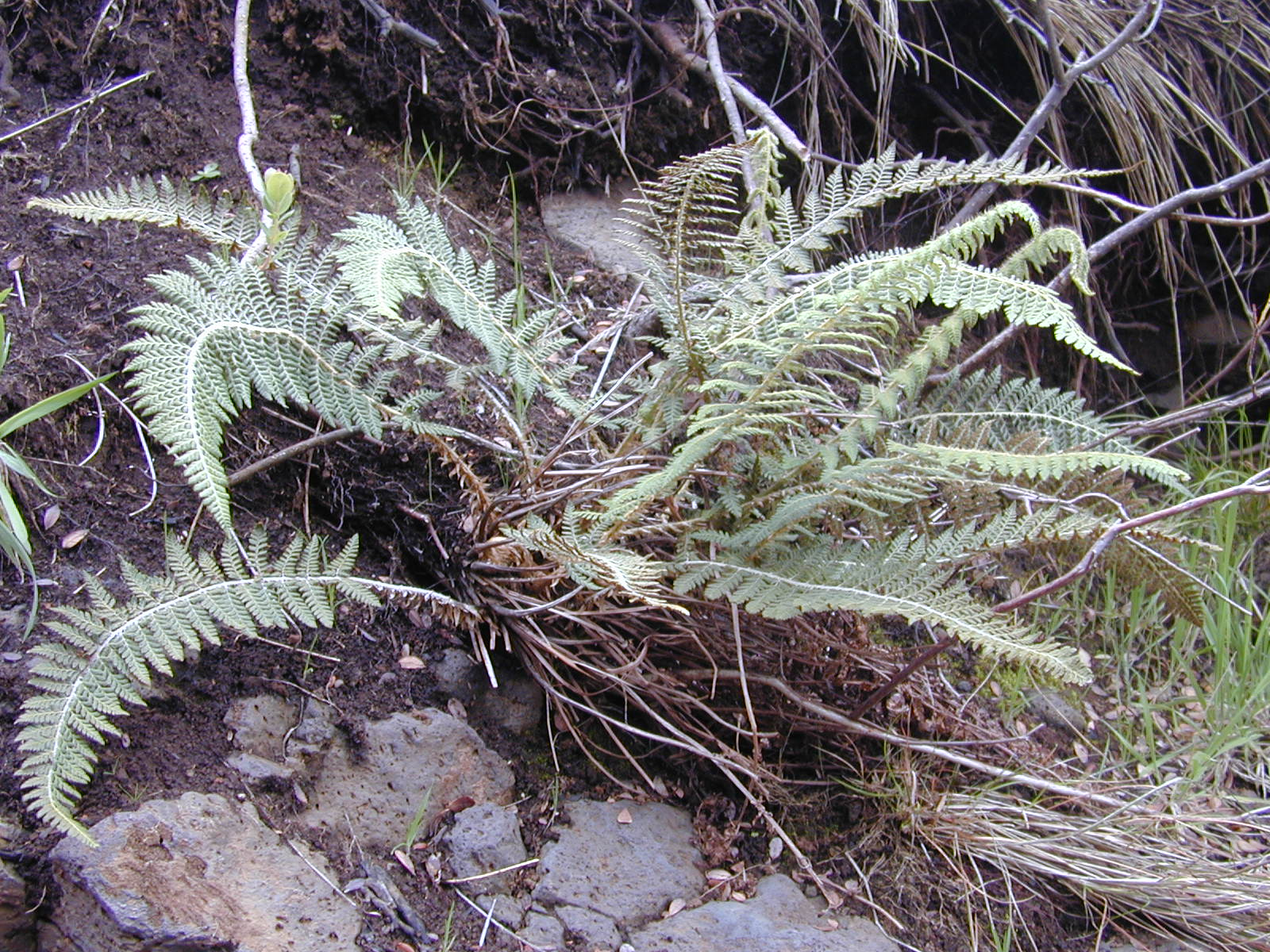
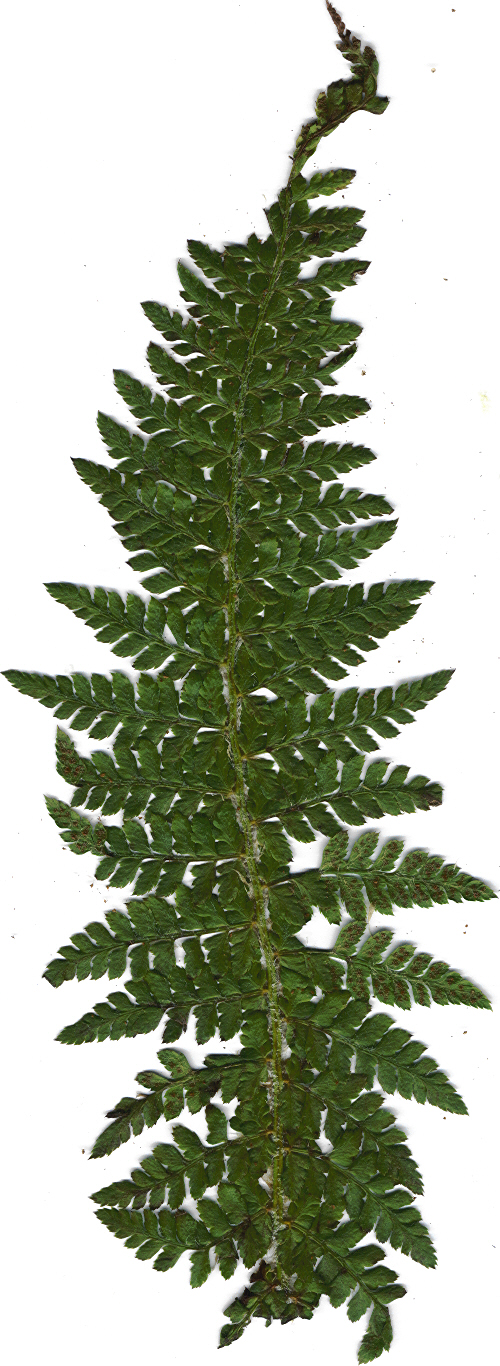
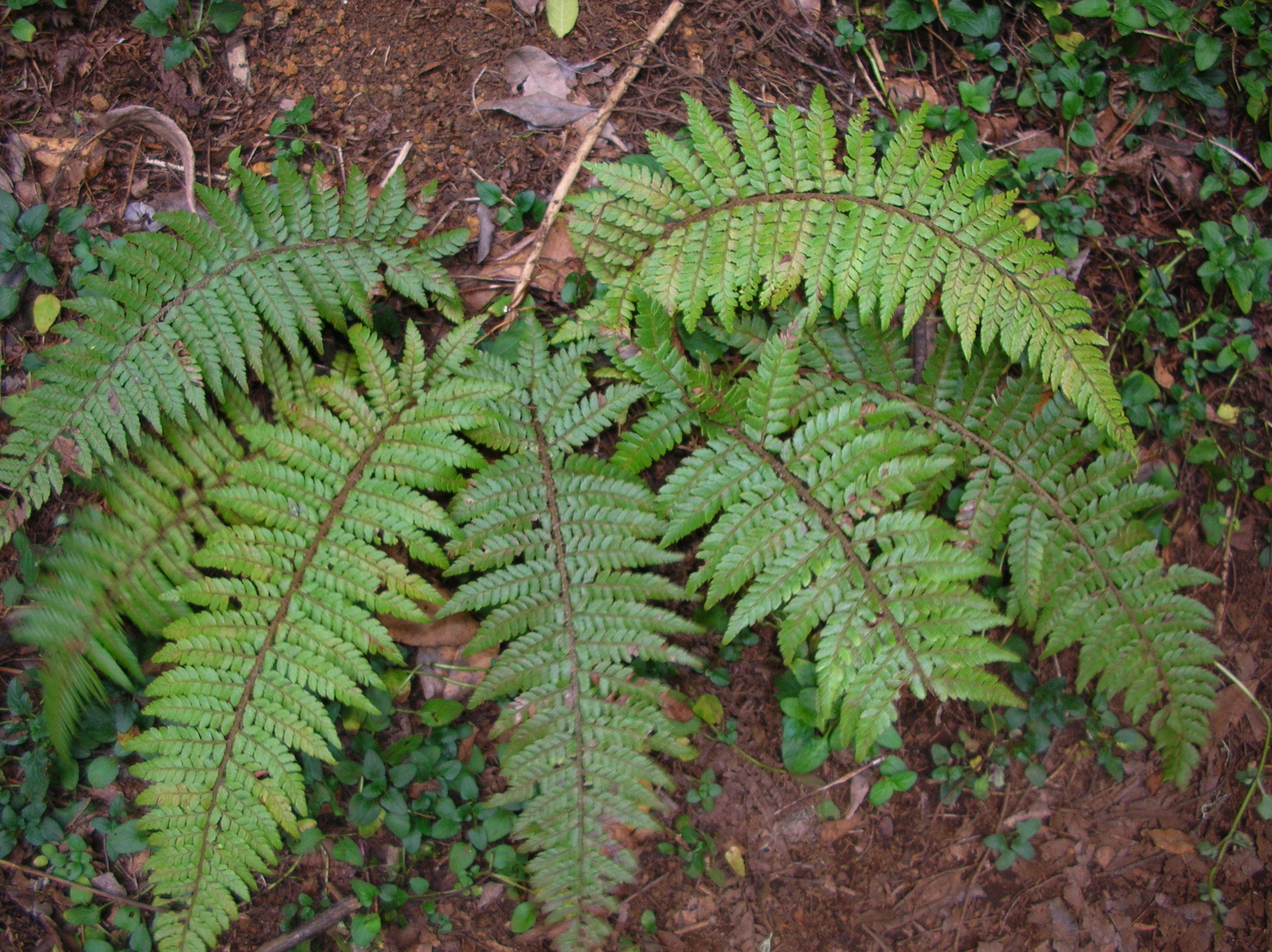